# گزانی تاج محمد
گزانی تاج محمد، روستایی در دهستان پلان بخش پلان شهرستان چابهار در استان سیستان و بلوچستان ایران است.

## جمعیت
بر پایه سرشماری عمومی نفوس و مسکن در سال ۱۳۹۵، جمعیت این روستا برابر با ۴۰۴ نفر (۱۰۵ خانوار) بوده‌است.